# Raymond Fobete
Raymond Fobete (mort le 19 novembre 2016 à Bamenda (Région du Nord-Ouest) (Cameroun))
est un entraîneur de football camerounais. Il a notamment été sélectionneur de l'équipe du Cameroun à plusieurs reprises.

## Carrière
En 1970, il entraîne le Cameroun pour sa première participation à la coupe d'Afrique des Nations, assisté par le français Dominique Colonna. Malgré deux victoires en trois matchs, face à la Côte d'Ivoire et à l'Éthiopie, le Cameroun est éliminé au premier tour.
Raymond Fobete revient à la tête des Lions indomptables en 1976. Il remporte alors les 1er Jeux d'Afrique centrale.